# Chimboraço
Chimboraço (em espanhol: Chimborazo) é um estratovulcão do Equador. É a mais alta montanha do país e do mundo, se medida desde o topo até ao centro da Terra. Está situado na província de Chimboraço, culminando a 6263 m de altitude e situa-se perto de Riobamba, a cerca de 180 km ao sul de Quito. É o pico mais alto dos Andes equatoriais, dominando uma região de 50 mil km² e apresentando uma base de 20 km de diâmetro. É o 17.º monte de maior proeminência topográfica do mundo.
Até o início do século XIX, Chimboraço era considerado a mais alta montanha da Terra (a partir do nível do mar), e tal reputação levou a diversas tentativas de escalada. Em 1802, o naturalista alemão Alexander von Humboldt tentou escalá-lo, acompanhado por Aimé Bonpland e pelo equatoriano Carlos Montúfar, mas teve que abandonar a empreitada a 5875 m por causa da rarefação do ar. A essa altura, eles alcançaram a maior altitude confirmada jamais atingida por um ser humano. Assim, é ao britânico Edward Whymper e aos irmãos Louis e Jean-Antoine Carrel que cabe a honra, em 1880, de serem os primeiros a atingir o cume do Chimboraço. Diversas pessoas duvidaram de tal feito, e Whymper escalou o vulcão mais uma vez no mesmo ano em companhia dos equatorianos David Beltrán e Francisco Campaña.
O Chimboraço inspirou o libertador Simón Bolívar, que compôs um poema sobre o vulcão.
Sua última erupção data de mais de dez mil anos, sendo assim considerado extinto.
O vulcão é apelidado de Taita Chimborazo, ou seja, Papai Chimboraço, com a mãe sendo apelidada de Mama Tungurahua.

## O Chimboraço como extremo da Terra
O cume do Chimboraço é o ponto da superfície terrestre mais afastado do centro da Terra, sendo o mais alto quando medido pela distância do centro do planeta em relação a seu topo (em vez do nível do mar), e não o cume do monte Everest, devido ao fato de o planeta ser ligeiramente mais achatado em direção aos polos do que na linha do Equador, o que faz com que o diâmetro no equador seja 43 km maior do que o diâmetro de polo a polo. O nosso planeta tem o formato de esfera achatada.
O Chimboraço dista 6384,4 km do centro da Terra e o Everest 6382,6 km, o que resulta numa diferença de 1,8 km.